# Lacadena No. 228 (Saskatchewan)
Lacadena è una municipalità rurale della provincia canadese del Saskatchewan, nella Divisione N.8. Fa parte della SARM Division No. 3.
Secondo il censimento del 2024, la municipalità aveva 669 abitanti.

## Geografia

### Località
Le seguenti località rientrano nella municaplità rurale di Lacadena:
- High Point
- Lacadena
- Matador
- Mondou
- Sanctuary
- Tuberose
- Tyner
- White Bear

## Storia
Il 12 dicembre 1910 Lacadena è stato incorporato come municipalità rurale.